# Sokol Kacani
Sokol Kacani (Fier, 16 febbraio 1984) è un allenatore di calcio ed ex calciatore albanese, di ruolo attaccante, tecnico dello Schorndorf.

## Carriera

### Nazionale
Ha collezionato 23 presenze e 2 gol con la nazionale albanese Under-21.

## Statistiche

### Cronologia presenze e reti in nazionale
| Cronologia completa delle presenze e delle reti in nazionale ― Albania under 21 | Cronologia completa delle presenze e delle reti in nazionale ― Albania under 21 | Cronologia completa delle presenze e delle reti in nazionale ― Albania under 21 | Cronologia completa delle presenze e delle reti in nazionale ― Albania under 21 | Cronologia completa delle presenze e delle reti in nazionale ― Albania under 21 | Cronologia completa delle presenze e delle reti in nazionale ― Albania under 21 | Cronologia completa delle presenze e delle reti in nazionale ― Albania under 21 | Cronologia completa delle presenze e delle reti in nazionale ― Albania under 21 |
| Data                                                                            | Città                                                                           | In casa                                                                         | Risultato                                                                       | Ospiti                                                                          | Competizione                                                                    | Reti                                                                            | Note                                                                            |
| ------------------------------------------------------------------------------- | ------------------------------------------------------------------------------- | ------------------------------------------------------------------------------- | ------------------------------------------------------------------------------- | ------------------------------------------------------------------------------- | ------------------------------------------------------------------------------- | ------------------------------------------------------------------------------- | ------------------------------------------------------------------------------- |
| 7-9-2004                                                                        | Tbilisi                                                                         | Georgia under 21                                                                | 2 – 1                                                                           | Albania under 21                                                                | Qual. Europeo Under-21 2006                                                     | -                                                                               |                                                                                 |
| 8-10-2004                                                                       | Kavajë                                                                          | Albania under 21                                                                | 1 – 2                                                                           | Danimarca under 21                                                              | Qual. Europeo Under-21 2006                                                     | 1                                                                               | 85’                                                                             |
| Totale                                                                          |                                                                                 | Presenze                                                                        | 2                                                                               |                                                                                 | Reti                                                                            | 1                                                                               |                                                                                 |